# Hipismo nos Jogos Pan-Americanos de 2011 - CCE individual
A competição do CCE individual foi um dos eventos do hipismo nos Jogos Pan-Americanos de 2011 em Guadalajara. Foi disputada no Club Hípica (etapa de adestramento e saltos) e Santa Sofía Golf Club (cross-country) entre 21 e 23 de outubro.

## Calendário
Horário local (UTC-6).
| Data          | Horário | Fase          |
| ------------- | ------- | ------------- |
| 21 de outubro | 9:00    | Adestramento  |
| 22 de outubro | 11:00   | Cross-country |
| 23 de outubro | 12:00   | Saltos        |
| 23 de outubro | 15:30   | Saltos final  |

## Medalhistas
| Ouro   | CAN Jessica Phoenix (Pavarotti)       |
| Prata  | USA Hannah Burnett (Harbour Pilot)    |
| Bronze | USA Bruce Davidson, Jr (Foxwood High) |

## Resultados
| Pos.              | Cavaleiro                | Cavalo                 | País               | Adestramento | Cross-country | Saltos | Saltos final | Total  |
| ----------------- | ------------------------ | ---------------------- | ------------------ | ------------ | ------------- | ------ | ------------ | ------ |
| Medalha de ouro   | Jessica Phoenix          | Pavarotti              | CAN Canadá         | 43.90        | 0             | 0      | 0            | 43.90  |
| Medalha de prata  | Hannah Burnett           | Harbour Pilot          | USA Estados Unidos | 45.20        | 0             | 0      | 0            | 45.20  |
| Medalha de bronze | Bruce Davidson, Jr       | Absolute Liberty       | USA Estados Unidos | 48.90        | 0             | 0      | 0            | 48.90  |
| 4                 | Jack Pollard             | Schoensgreen Hanni     | USA Estados Unidos | 44.50        | 0             | 0      | 8.00         | 52.50  |
| 5                 | Elena Ceballo            | Nounours du Moulin     | VEN Venezuela      | 56.90        | 0             | 0      | 0            | 56.90  |
| 6                 | Rebecca Howard           | Roquefort              | CAN Canadá         | 51.30        | 3.60          | 8.00   | 0            | 62.90  |
| 7                 | James Atkinson           | Gustav                 | CAN Canadá         | 53.70        | 8.00          | 4.00   | 0            | 65.70  |
| 8                 | Rigoberto Aldana         | Durango                | GUA Guatemala      | 67.40        | 3.60          | 0      | 0            | 71.00  |
| 9                 | Marcio Jorge             | Josephine MCJ          | BRA Brasil         | 52.80        | 10.00         | 4.00   | 5.00         | 71.80  |
| 10                | Carlos Lobos             | Ranco                  | CHI Chile          | 59.80        | 12.80         | 0      | 0            | 72.60  |
| 11                | Sergio Iturriaga         | Lago Rupanco           | CHI Chile          | 59.60        | 12.40         | 4.00   | 0            | 76.00  |
| 12                | Jesper Martendal         | Laid Jimmy             | BRA Brasil         | 65.20        | 0             | 16.00  | 0            | 81.20  |
| 13                | Federico Valdez Díez     | Remonta Lima           | ARG Argentina      | 65.00        | 12.80         | 0      | 4.00         | 81.80  |
| 14                | Marcelo Rawson           | King's Elf             | ARG Argentina      | 65.90        | 11.60         | 0      | 7.00         | 84.50  |
| 15                | José Ortelli             | Jos Aladar             | ARG Argentina      | 57.40        | 4.80          | 12.00  | 17.00        | 91.20  |
| 16                | Erik Arambula            | Monterrey              | MEX México         | 60.90        | 10.00         | 9.00   | 17.00        | 96.90  |
| 17                | Federico Daners          | SVR Ron                | URU Uruguai        | 63.20        | 20.00         | 4.00   | 12.00        | 99.20  |
| 18                | Marcelo Tosi             | Eleda All Black        | BRA Brasil         | 59.50        | 34.80         | 0      | 5.00         | 99.30  |
| 19                | Carlos Narváez           | Que Loco               | ECU Equador        | 62.40        | 20.80         | 8.00   | 15.00        | 106.20 |
| 20                | Shannon Lilley           | Ballingowan Pizazz     | USA Estados Unidos | 49.30        | 0             | 0      | —            | —      |
| 21                | Lynn Symansky            | Donner                 | USA Estados Unidos | 52.20        | 0             | 0      | —            | —      |
| 22                | Serguei Fofanoff         | Donner                 | BRA Brasil         | 59.80        | 2.00          | 0      | —            | —      |
| 23                | Selena O'Hanlon          | Foxwood High           | CAN Canadá         | 52.20        | 20.00         | 7.00   | —            | —      |
| 24                | Hawley Bennett           | Five O'clock Somewhere | CAN Canadá         | 53.20        | 26.40         | 0      | —            | —      |
| 25                | Rita Sanz-Agero          | Remonta Imperdible     | GUA Guatemala      | 58.20        | 56.00         | 4.00   | —            | —      |
| 26                | Gimena Fernández         | Lover Foss             | URU Uruguai        | 67.80        | 59.20         | 7.00   | —            | —      |
| 27                | Carlos Sueiras           | Ines                   | GUA Guatemala      | 77.80        | 105.60        | 0      | —            | —      |
| 28                | Fernando Domínguez Silva | Almil Agresivo Z       | ARG Argentina      | 53.50        | 126.60        | 4.00   | —            | —      |
| 29                | Mauricio Bermúdez        | Nankin                 | COL Colômbia       | 73.50        | 123.20        | 12.00  | —            | —      |
| 99 !              | Ronald Zabala            | Mr. Wiseguy            | ECU Equador        | 52.00        | 6.40          | EL     | —            | —      |
| 99 !              | Carlos Cornejo           | Prometeo Equus         | MEX México         | 58.00        | 30.80         | —      | —            | —      |
| 99 !              | Luis Gamboa              | Henry                  | ESA El Salvador    | 76.50        | 0             | —      | —            | —      |
| 99 !              | Martín Bedoya Guido      | Remonta Lanza          | ARG Argentina      | 65.20        | 1000.00       | —      | —            | —      |
| 99 !              | Ruy Fonseca              | Tom Bombadill Too      | BRA Brasil         | 50.40        | 1000.00       | —      | —            | —      |
| 99 !              | Felipe Martínez          | Navideño               | CHI Chile          | 56.30        | 1000.00       | —      | —            | —      |
| 99 !              | Ricardo Stangher         | Halesco                | CHI Chile          | 62.60        | 1000.00       | —      | —            | —      |
| 99 !              | José Ibañez              | Amil Fuego             | CHI Chile          | 56.50        | 1000.00       | —      | —            | —      |
| 99 !              | Juan Tafur               | Quinnto                | COL Colômbia       | 68.20        | 1000.00       | —      | —            | —      |
| 99 !              | Alexander López          | Nilo                   | COL Colômbia       | 74.30        | 1000.00       | —      | —            | —      |
| 99 !              | Wilson Zarabanda         | Victoriosa             | COL Colômbia       | 69.30        | 60.00         | —      | —            | —      |
| 99 !              | Gonzalo Meza             | Kosovo                 | ECU Equador        | 63.00        | 1000.00       | —      | —            | —      |
| 99 !              | Tiziana Billy            | Shandon                | GUA Guatemala      | 63.30        | 1000.00       | —      | —            | —      |
| 99 !              | Juan Pivaral             | VDL Tommy              | GUA Guatemala      | 58.00        | 1000.00       | —      | —            | —      |
| 99 !              | Gregorio Martínez        | Noblesa                | MEX México         | 65.70        | 1000.00       | —      | —            | —      |
| 99 !              | Abraham Ojeda            | Obusero                | MEX México         | 58.90        | 1000.00       | —      | —            | —      |
| 99 !              | Lauren Billys            | Ballingowan Ginger     | PUR Porto Rico     | 50.60        | —             | —      | —            | —      |
| 99 !              | Francisco Martínez       | Ser Unico              | VEN Venezuela      | 66.70        | 1000.00       | —      | —            | —      |
| 99 !              | Novis Borges             | Ritual                 | VEN Venezuela      | 65.00        | 1000.00       | —      | —            | —      |
| 99 !              | Carlos Silva             | T Start                | VEN Venezuela      | 71.70        | 1000.00       | —      | —            | —      |

Legenda
| Recorde mundial                  | Recorde mundial (World record)               |                       | Recorde africano                      | Recorde africano (African) |                                           | Q | Classificado por posição (Qualified) |
| Recorde dos Jogos Pan-Americanos | Recorde pan-americano (Pan-American record)  | Recorde da América    | Recorde da América (Americas)         | q                          | Classificado por melhor tempo (Qualified) |   |                                      |
| Melhor marca do ano              | Melhor marca do ano (World leading)          | Recorde asiático      | Recorde asiático (Asian)              | DNS                        | Não largou (Did not start)                |   |                                      |
| Recorde nacional                 | Recorde nacional (National record)           | Recorde europeu       | Recorde europeu (European)            | DNF                        | Não terminou (Did not finish)             |   |                                      |
| Recorde pessoal                  | Recorde pessoal do atleta (Personal best)    | Recorde da Oceania    | Recorde da Oceania (Oceania)          | DSQ / DQ                   | Desclassificado (Disqualified)            |   |                                      |
| Recorde da temporada             | Recorde da temporada do atleta (Season best) | Recorde sul-americano | Recorde sul-americano (South America) | NM                         | Sem marca (No mark)                       |   |                                      |